# OpenBiome
OpenBiome — американская некоммерческая организация. Занимается помощью людям, которые страдают от тяжелой формы рецидивирующей диареи, вызванной антибиотикоустойчивым штаммом бактерии Clostridium difficile. Фонд OpenBiome создал первый в США банк фекальных образцов для лечения пациентов методом пересадки кала. Суть метода, получившего название фекальная бактериотерапия, заключается во введении в желудочно-кишечный тракт пациентов раствора фекалий, взятых от здорового донора, в результате чего происходит восстановление нормальной микрофлоры кишечника. OpenBiome занимается отбором «доноров», хранит собранные образцы и рассылает по больницам. 
Некоммерческий фонд OpenBiome создали в 2012 году студенты-выпускники Массачусетского технологического института Кэролин Эдельстайн и Марк Смит, столкнувшиеся с трудностями при поиске подходящего трансплантационного материала, потребовавшегося для лечения их родственника. На сайте OpenBiome желающим предлагается посодействовать распространению фекальной бактериотерапии. Требуется пройти ряд формальностей – трансплантат должен быть проверен на паразитов, инфекции и др. С сентября 2013 года банк предоставил 13 больницам и клиникам США более 135 доз соответствующим образом протестированных, отфильтрованных, замороженных и готовых к применению фекальных образцов по цене 250 долларов за дозу.
Жителям Медфорда, где располагается организация, предлагается финансовое вознаграждение за «донорство». OpenBiome заплатит 40 долларов за каждую сданную порцию фекалий и ещё 50 долларов, если человек это сделает 5 раз за одну неделю.